# ジョン・フィッツアラン (第7代アランデル伯)
第7代アランデル伯ジョン・フィッツアラン（3世）（John Fitzalan III, 7th Earl of Arundel, 1246年9月14日 - 1272年3月18日）は、イングランド貴族。ウェールズ辺境地方のクランおよびオスウェストリーの領主および男爵でもあった。

## 家族
ジョンは、アランデル伯ジョン・フィッツアラン2世（1223年 - 1267年）とモード・ド・ヴェルダン（テオバルド・ル・ボティラー（またはバトラー）とローゼ（またはロージア）・ド・ヴェルダンの娘）の息子であった。父方の祖父母は、スウェストリー領主ジョン・フィッツアランとイザベル・ドービニーである。

## 結婚
ジョン卿は1260年に、初代モーティマー男爵ロジャー・モーティマーとモード・ド・ブローズの娘であるイザベラ・モーティマー（1292年没）と結婚した。二人の間には以下の子女が生まれた。
- リチャード（1267年 - 1302年） - 第8代アランデル伯
- マティルダ（モード、1298年以降没） - 最初にフィリップ・バーネル（1294年没）と結婚、次に第6代アナンデイル領主・キャリック伯ロバート・ド・ブルースと結婚し、最後にサイモン・ド・クリケットと結婚した。